# Tre uomini e una bara
Tre uomini e una bara (A Few Less Men) è un film del 2017 diretto da Mark Lamprell. Si tratta del seguito della commedia del 2011 Tre uomini e una pecora, diretta da Stephan Elliott.

## Trama
Dopo il matrimonio di David con Mia nella villa australiana del padre di lei, il senatore Jim Ramme, viene a mancare Luke, caro amico di David e testimone di nozze.
Lo sposo, insieme agli storici amici Tom e Graham, si incarica di riportare la salma a Londra. I tre dovranno affrontare una serie enorme di difficoltà: l'aereo sul quale volavano ha problemi con il motore e il pilota è costretto ad un atterraggio di fortuna, nel bel mezzo della natura selvaggia australiana. Il compito dei ragazzi sarà quello di uscire da questa situazione, ovviamente con la bara dell'amico scomparso al seguito.